# کار در جریان
کار در حال پردازش (WIP) کار در حال انجام (WIP) یا کالای در حال پردازش به کالاهای نیمه‌تمام یک شرکت که منتظر تکمیل و فروش نهایی یا ارزشیابی هستند گفته می‌شود.این موارد یا فقط ساخته می‌شوند یا منتظر پردازش بیشتر در یک صف یا یک حافظه ذخیره هستند. این اصطلاح در مدیریت تولید و تولید زنجیره استفاده می‌شود.
مدیریت تولید ممکن است به منظور کاهش فضای ذخیره‌سازی و کاهش سرمایه محدود شده و به حداقل رساندن خطر انقضا زودرس ماندگاری محصولات، هدف از تولید را کاهش دهد. یک صف منتهی به مرحله تولید نشان می‌دهد که این مرحله بخاطر کمبود منابع از مراحل قبل بافر شده‌است، اما همچنین ممکن است ظرفیت کافی برای پردازش تولید از این مراحل قبل را نشان دهد.

## کار در حال پردازش در پروژه‌های ساختمانی
روند کار در حسابداری ساخت و ساز ارزش پروژه‌های ساختمانی را مشخص می‌کند که در حال حاضر توسط شرکت ساختمانی در حال کار است. برای درست حساب کردن هر پروژه، چهار مقدار برای هر پروژه در پایان هر ماه (دوره) مشخص مورد نیاز است:
- قیمت فروش (به استثنای مالیات فروش) برای پروژه
- برآورد هزینه کل پروژه
- هزینه‌های به روز
- صورتحساب به روز

با در نظر گرفتن هزینه‌های به روز تقسیم برآورد هزینه، درصد کامل برای پروژه محاسبه می‌شود. مثلاً:
فرض کنید هزینه پروژه تا زمان اتمام کار ۷۰ هزار دلار تخمین زده شود
فرض کنید در پایان دسامبر، ۳۵۰۰۰ دلار تا به امروز برای این پروژه هزینه شده‌است
۳۵٬۰۰۰ دلار تقسیم بر ۷۰٬۰۰۰ $ ۵۰٪ است؛ بنابراین، می‌توان پروژه را در ۳۱ دسامبر ۵۰٪ کامل دانست
محاسبه درصد کامل ابزاری ارزشمند در تعیین میزان مبلغ صورتحساب مشتری است. مهم است که صورتحساب‌ها و حتی جمع‌آوری این قبض‌ها بیشتر از هزینه‌های انجام شده برای کار باشد. این اطمینان می‌دهد که مشتری مستقیماً کارهای ساختمانی را تأمین می‌کند و شرکت پیمانکاری وام‌گیری را از طرف مشتری به حداقل می‌رساند. با استفاده از مثال بالا، موارد زیر را فرض کنید:
قیمت فروش پروژه ۱۰۰۰۰۰ دلار است
۱۰۰۰۰۰ دلار ۵۰٪ (سطح اتمام) = ۵۰٬۰۰۰ $
بنابراین، برای دوره منتهی به ۳۱ دسامبر، برای تأمین مالی صحیح کار باید حداقل ۵۰٬۰۰۰ دلار از مشتری فاکتور گرفته شود.

## معالجه مالیاتی
در انگلستان، HMRC تعریف خاصی از روند کار ندارد، اما سه نوع مختلف از موارد ناتمام برای اهداف مالیاتی شناسایی می‌شود:
- محصولات تولید شده
- قرارداد خدمات
- قراردادهای ساخت[۸]